# Eugen von Benzino

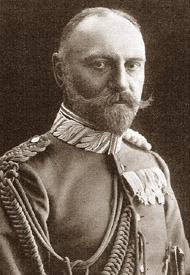
Eugen Ritter von Benzino

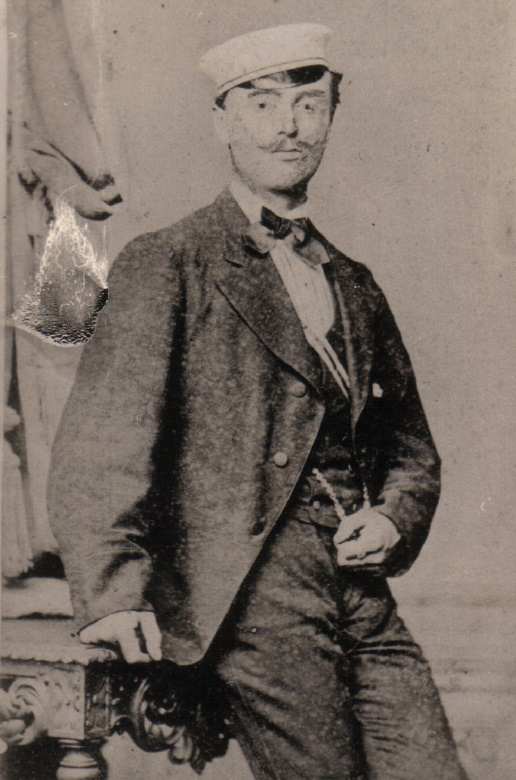
Eugen Benzino als Student

Peter Eugen Benzino, seit 1908 Ritter von Benzino, (* 11. Oktober 1856 in Landstuhl; † 28. November 1915 in Vigneulles-lès-Hattonchâtel) war ein bayerischer General der Infanterie.

## Leben

### Familie
Eugen war der älteste Sohn von Carl Benzino und Paulina, geborene Hess. Sie war die Tochter des später nobilitierten Malers Peter von Hess. Seine Brüder waren Hermann (* 1862) und Heinrich (* 1868). Er war Großvater von Vizeadmiral Wolfgang Benzino und ein Verwandter des Kaufmanns und Kunstsammlers Joseph Benzino.
Benzino heiratete im Januar 1882 Anna Bumiller, mit der er ein Kind hatte. Später verheiratete er sich ein zweites Mal. Aus der Ehe mit Grace Champien ging ein weiteres Kind hervor.

### Militärkarriere
Nach dem Schulabschluss 1875 trat er als Offiziers-Aspirant in das 1. Infanterie-Regiment „König“ der Bayerischen Armee ein und wurde am 1. Oktober 1875 Mitglied der Fröhlich Pfalz. Benzino absolvierte die Kriegsschule, die er mit dem Prädikat „besonders befähigt“ abschloss. Im Anschluss daran wurde er 1877 zum Sekondeleutnant befördert und in das Infanterie-Leib-Regiment versetzt. Dort verwendete man ihn ab 1882 als Bataillonsadjutant.
Auf Interpellation des Philisteriums wegen seiner geringen Teilnahme am Verbindungsleben erklärte er am 26. Oktober 1886 den Austritt aus der Transrhenania.
Von 1886 bis 1889 absolvierte Benzino die Kriegsakademie, die ihm die Qualifikation für den Generalstab, die Höhere Adjutantur und das Lehrfach (Taktik, Kriegsgeschichte, Militär-Geographie, Militär-Zeichnen) aussprach. Anschließend wurde Benezino als Premierleutnant Adjutant der 2. Infanterie-Brigade, 1890 in das Infanterie-Leib-Regiment zurückversetzt und dort zwei Jahre später zum Hauptmann befördert. Als solcher war Benzino 1893 kurzzeitig Kompaniechef, um dann in gleicher Funktion im Infanterie-Leib-Regiment verwendet zu werden. 1894 folgte seine Versetzung in die Zentralstelle des Generalstabes und 1896 zum Generalstab der 1. Division. Im Jahr darauf wurde er Major und 1898 zum Großen Generalstab nach Berlin kommandiert. 1900 kehrte Benzino in den Truppendienst zurück, übernahm ein Bataillon  im Infanterie-Leib-Regiment und rückte 1902 als Oberstleutnant in den Regimentsstab auf.
1904 zum Oberst befördert, wurde Benzino zeitgleich Kommandeur des 11. Infanterie-Regiments „von der Tann“ in Regensburg. 1906 wurde er Generalstabschef des III. Armee-Korps in Nürnberg. Seit 1907 Generalmajor und Kommandant der Bundesfestung Ulm, erhielt er 1908 das Ritterkreuz des Verdienstordens der Bayerischen Krone und den damit verbundenen persönlichen Adel.
Seit 1908 Kommandeur der 10. Infanterie-Brigade, wurde er am 4. Mai 1910 zum Generalleutnant mit dem Prädikat Exzellenz befördert und zum Kommandeur der 1. Division in München ernannt. 1913 wurde Benzino mit dem Charakter als General der Infanterie zur Disposition gestellt.
Nach Beginn des Ersten Weltkriegs wurde Benzino reaktiviert und zum Kommandeur der Ersatz-Division ernannt. Der Großverband kämpfte 1914/15 an der Westfront in den Vogesen. Benzino verstarb im November 1915 an den Folgen einer Lungenentzündung, die er sich bei Begehung der vordersten Stellung seiner Division zugezogen hatte. Für sein Wirken während des Krieges hatte man ihm neben beiden Klassen des Eisernen Kreuzes den Militärverdienstorden I. Klasse mit Schwertern und Stern sowie das Großkreuz des Friedrichs-Ordens mit Schwertern verliehen.
Auf einstimmigen Beschluss des Corps Transrhenania München vom 19. Juli 1924 wurde er in die Liste der verstorbenen Corpsbrüder aufgenommen.